# Gildo
Gildo, né le 8 avril 1973, est un dessinateur bande dessinée français.

## Œuvre
- L'Encyclopédie des prénoms, Vents d'Ouest

3. Valérie, scénario de Gégé, dessins de Gildo, 2005  (ISBN 2-7493-0232-3)
10. Sylvie, scénario de Gégé et Bélom, dessins de Gildo, 2005  (ISBN 2-7493-0245-5)
12. Laurent, scénario de Gégé et Bélom, dessins de Gildo, 2006  (ISBN 2-7493-0303-6)
14. Sandrine, scénario de Gégé et Bélom, dessins de Gildo, 2006  (ISBN 2-7493-0311-7)
16. Thierry, scénario de Gégé et Bélom, dessins de Gildo, 2006  (ISBN 2-7493-0321-4)
25. Véronique, scénario de Gégé et Bélom, dessins de Gildo, 2007  (ISBN 978-2-7493-0403-8)
29. Élisabeth, scénario de Gégé et Bélom, dessins de Gildo, 2008  (ISBN 978-2-7493-0433-5)
- J'aime les années…, Drugstore, collection Humour

4. J'aime les années 80, scénario de Turalo, dessins de Gildo, 2010  (ISBN 978-2-7234-7379-8)
5. J'aime les années 80 - Tome 2, scénario de Turalo, dessins de Gildo, 2010  (ISBN 978-2-7234-7414-6)
6. J'aime les années 80 - Lambada Boum !, scénario de Turalo et Angus, dessins de Gildo, 2010  (ISBN 978-2-7234-7416-0)
- La Vie à 2, mode d'emploi, scénario de Véra, dessins de Gildo, Vents d'Ouest

1. Un Appart' pour deux, 2007  (ISBN 978-2-7493-0345-1)
2. Loisirs, détente et oisiveté, 2008  (ISBN 978-2-7493-0448-9)
3. Accords et petits désaccords !, 2009  (ISBN 978-2-7493-0515-8)
4. Maison et jardin, 2011  (ISBN 978-2-7493-0561-5)

- Les petites histoires de Mazé, scénario de Téhem, dessins de Lucie Durbiano, Téhem, Olivier Supiot, Gildo, Fañch, Dam, Johann Benoît, Ville de Mazé , 2012  (ISBN 978-2-9542049-0-1)